# National Maritime Museum
Il National Maritime Museum ("Museo marittimo nazionale") di Greenwich, è il principale museo marittimo del Regno Unito. Il museo, fa parte, insieme all'osservatorio di Greenwich e alla Queen's House, del patrimonio dell'umanità dal 1997. Nel 2012, Elisabetta II ha formalmente approvato il nome di Royal Museums Greenwich (Musei Reali di Greenwich) come nuovo titolo che inglobasse il National Maritime Museum, la Queen's House, l'osservatorio di Greenwich e il Cutty Sark. Il museo è un non-departmental public body promosso dal Dipartimento per la Cultura, Media e Sport. Come altri musei nazionali finanziati con fondi pubblici nella Gran Bretagna, il National Maritime Museum non applica un prezzo d'ingresso, anche se alla maggior parte delle mostre temporanee si debba pagare l'ingresso.

## Creazione e apertura ufficiale
Il Museo fu creato grazie al National Maritime Act del 1934 Capitolo 43, sotto un consiglio di fondazione, nominato da H.M. Treasury. Esso si basava sulle donazioni generose di James Caird (1864-1954). Re Giorgio VI aprì formalmente il museo il 27 aprile del 1937, quando la figlia, la principessa Elisabetta (la regina Elisabetta II), lo accompagnò per un viaggio lungo il Tamigi da Londra. Il primo direttore fu Geoffrey Callender.

## Collezione

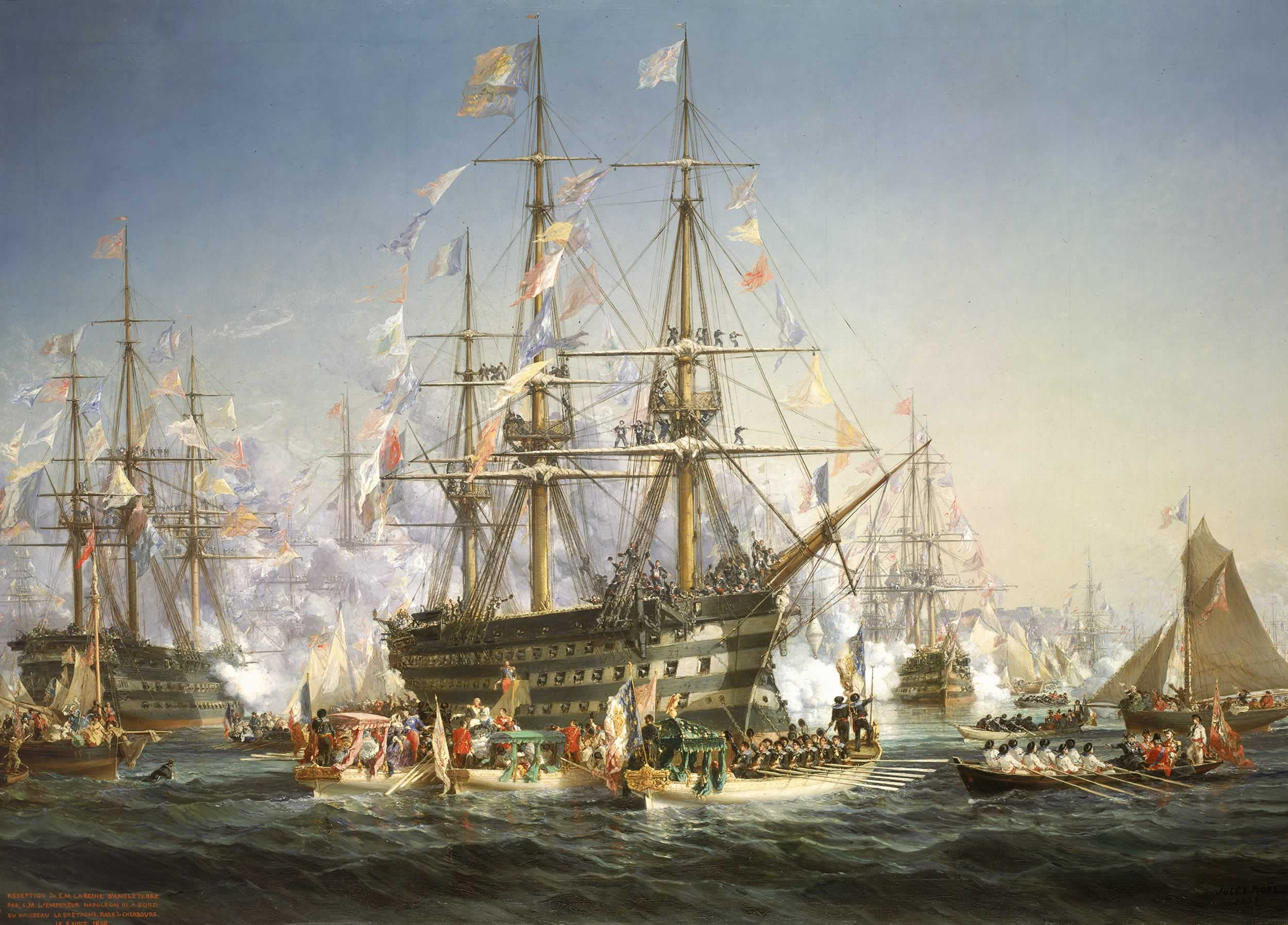
Il "Bretagna", dipinto di Jules Noël del 1859, presso il National Maritime Museum.

Sin dai tempi più antichi Greenwich è stata legata al mare e alla navigazione, è stata un punto di approdo per i romani, luogo di nascita di Enrico VIII e luogo di origine della marina; Carlo II vi fondò l'osservatorio nel 1675 per "trovare la longitudine dei luoghi", è il luogo del primo meridiano dal 1884, ed è stata a lungo un centro di studi astronomici, mentre i navigatori di tutto il mondo hanno impostato i loro orologi secondo la sua ora; anche il dipinto della Grande Cometa del 1843 che fu creato dall'astronomo Charles Piazzi Smyth venne realizzato a Greenwich. Il museo ha i beni più importanti al mondo sulla storia marittima della Gran Bretagna con più di due milioni di oggetti, tra cui arte marittima (sia inglese che olandese del XVII secolo), cartografia, manoscritti, tra cui registri pubblici ufficiali, modelli di navi e progetti, strumenti scientifici e di navigazione, strumenti per il calcolo del tempo e l'astronomia (con sede presso l'osservatorio). Possiede The Atlantic Neptune, imponente opera di cartografia inglese settecentesca, pubblicata dal cartografo svizzero Joseph Frederick Wallet Desbarres.
La sua collezione di ritratti inglesi è superata in grandezza solo da quella della National Portrait Gallery e i beni relativi al vice-ammiraglio Horatio Nelson e al capitano James Cook, fra molti altri personaggi, non hanno rivali.

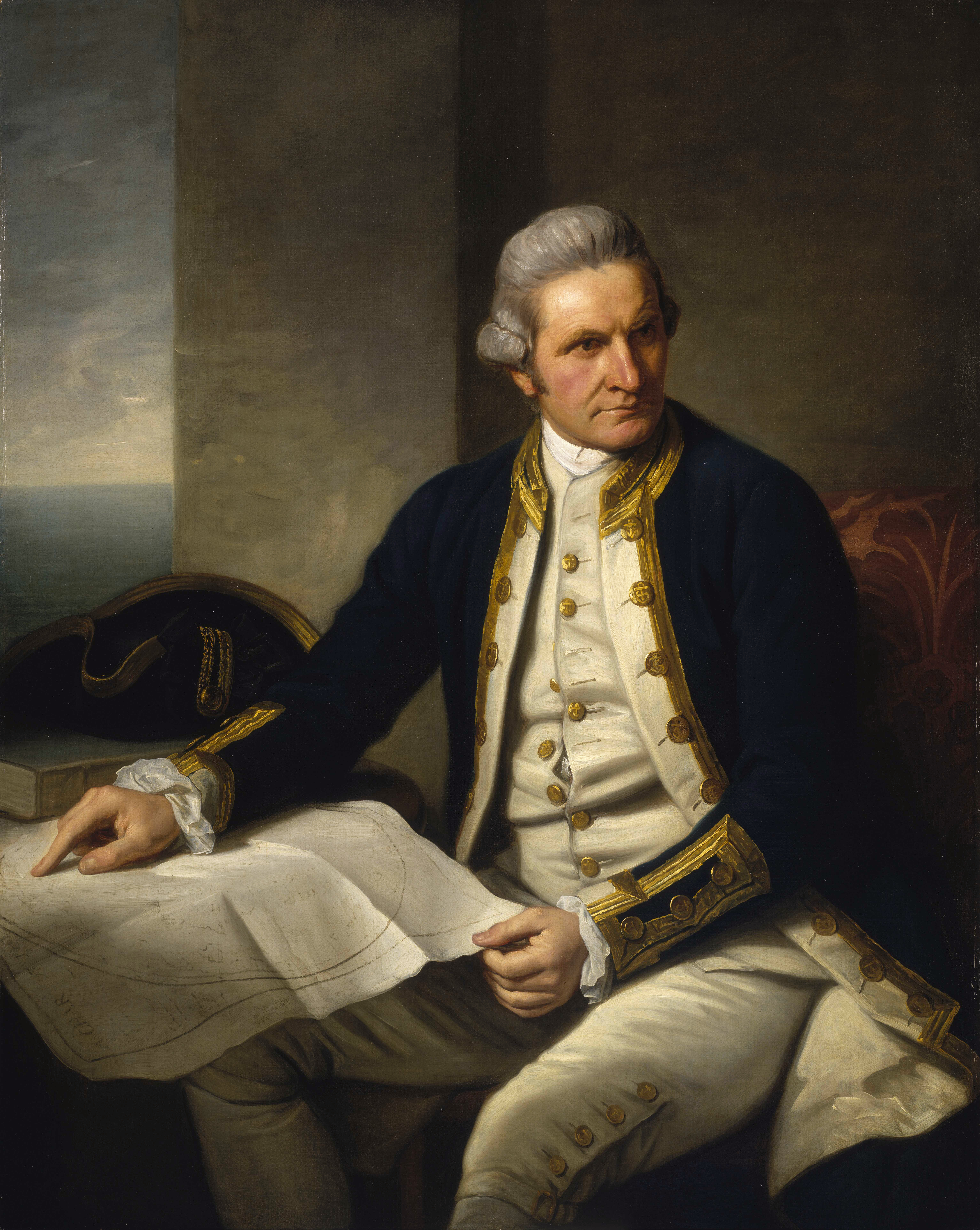
Ritratto del capitano James Cook di Nathaniel Dance presso il National Maritime Museum.

Un programma di finanziamenti attivo assicura che gli elementi della collezione siano visti nel Regno Unito e all'estero. Attraverso le sue esposizioni, mostre e programmi di sensibilizzazione il museo studia anche il nostro rapporto con il mare come forza e risorsa ambientale.
In virtù della sua associazione con l'osservatorio di Greenwich, il museo vanta una combinazione unica di oggetti (di storia, scienza e delle arti), che consentono di ricostruire meglio le imprese storiche e le origini dell'impero. L'obbiettivo del museo è quello di raggiungere, per tutti i suoi utenti (anche esteri), una maggiore comprensione della storia economica, culturale, sociale, politica e marittima britannica e le sue conseguenze nel mondo di oggi.
La collezione del National Maritime Museum include anche elementi tratti dalla Germania dopo la seconda guerra mondiale, tra cui diversi modelli di navi e dipinti. Il museo fu criticato per il possesso di ciò che è stato descritto come "frutto di spoliazioni d'arte", lo stesso però considerava questi oggetti culturali come "trofei di guerra", rimossi però in seguito secondo le disposizioni della Conferenza di Potsdam.
Il museo assegna ogni anno la Caird Medal, in onore del suo principale donatore, James Caird.

## La Caird Library
Il museo ha la più grande libreria di riferimento storico marittimo del mondo, tra cui più di 100.000 libri, 20.000 opuscoli, 20.000 periodici rilegati di cui 200 titoli attuali e 8.000 libri rari che vanno dal 1474 al 1850. La Caird Library è una biblioteca di consultazione specialistica completa e una ricca risorsa di ricerca per tutti. La sala di lettura è aperta dal lunedì al venerdì, dalle 10,00 alle 16,45 (il giovedì fino al 19.45) e il sabato dalle 10.00 alle 13.00 e dalle 14,00 alle 16,45.
La Biblioteca possiede una vasta gamma di risorse per saperne di più sulla storia marittima. Il materiale comprende manoscritti, libri, carte e mappe risalenti al XV secolo, e contiene il più vasto archivio marittimo del mondo. La raccolta può essere utilizzata per la ricerca della storia marittima e l'esplorazione, per la storia della marina mercantile e della Royal Navy e molto altro ancora, tra cui l'astronomia e la misurazione del tempo. Molte delle risorse in possesso del museo sono utili per gli storici di famiglia, tra cui grandi collezioni di certificati di comandanti risalenti al 1845 ed elenchi dell'equipaggio della marina mercantile antecedenti il 1860.

## La zona

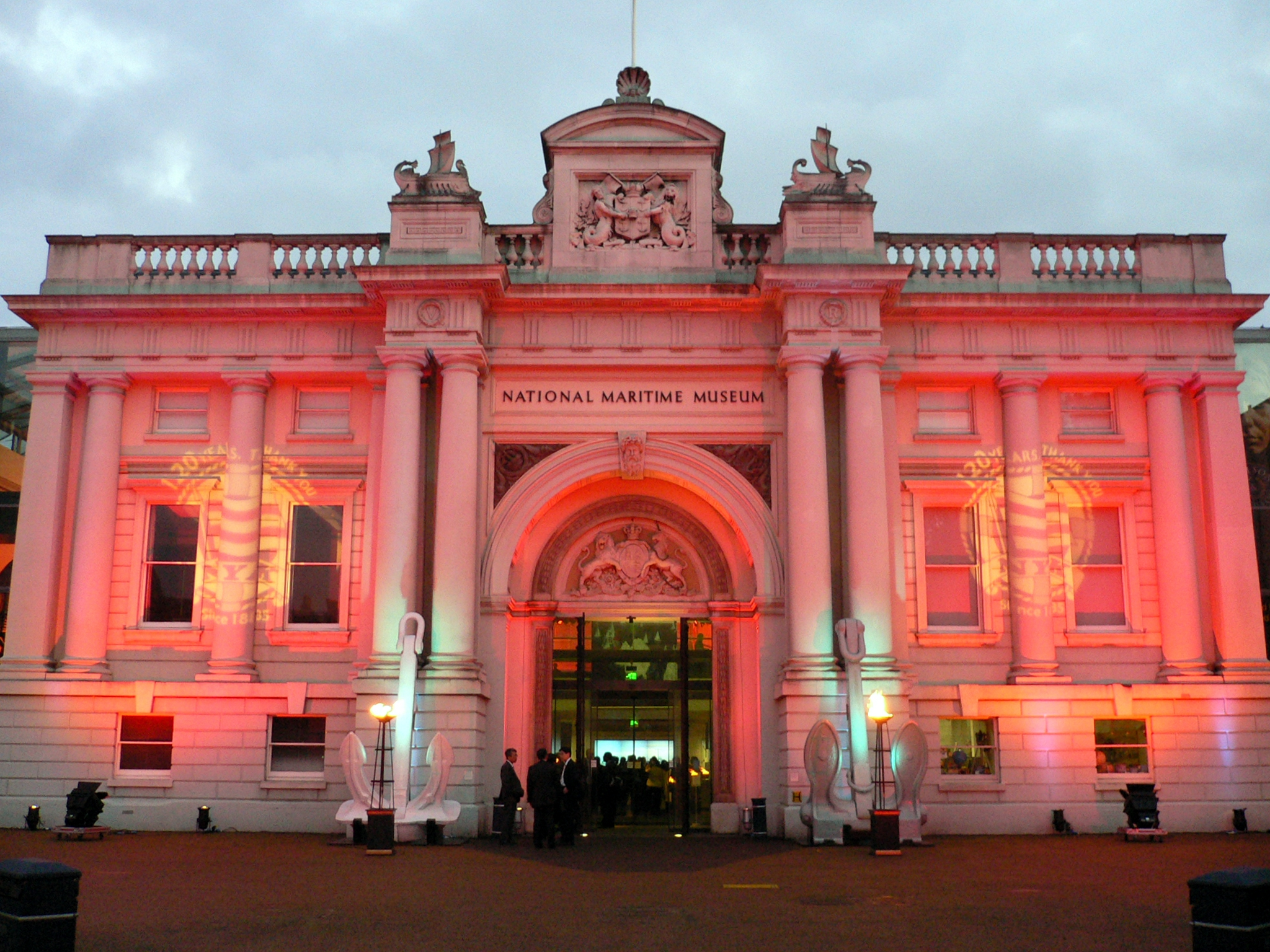
Il museo illuminato di notte.

Il museo è stato ufficialmente istituito nel 1934 all'interno dei 200 acri (0,81 km2) del Greenwich Park negli edifici precedentemente occupati dalla Royal Hospital School, prima che si trasferisse a Holbrook nel Suffolk. Questi edifici erano stati precedentemente occupati dalla Royal Naval Asylum prima di essere incorporati nella Royal Hospital School. Il terreno comprende la Queen's House e l'osservatorio di Greenwich (che è parte dello storico parco di "Maritime Greenwich", che è stato iscritto come patrimonio mondiale dell'UNESCO nel 1997).

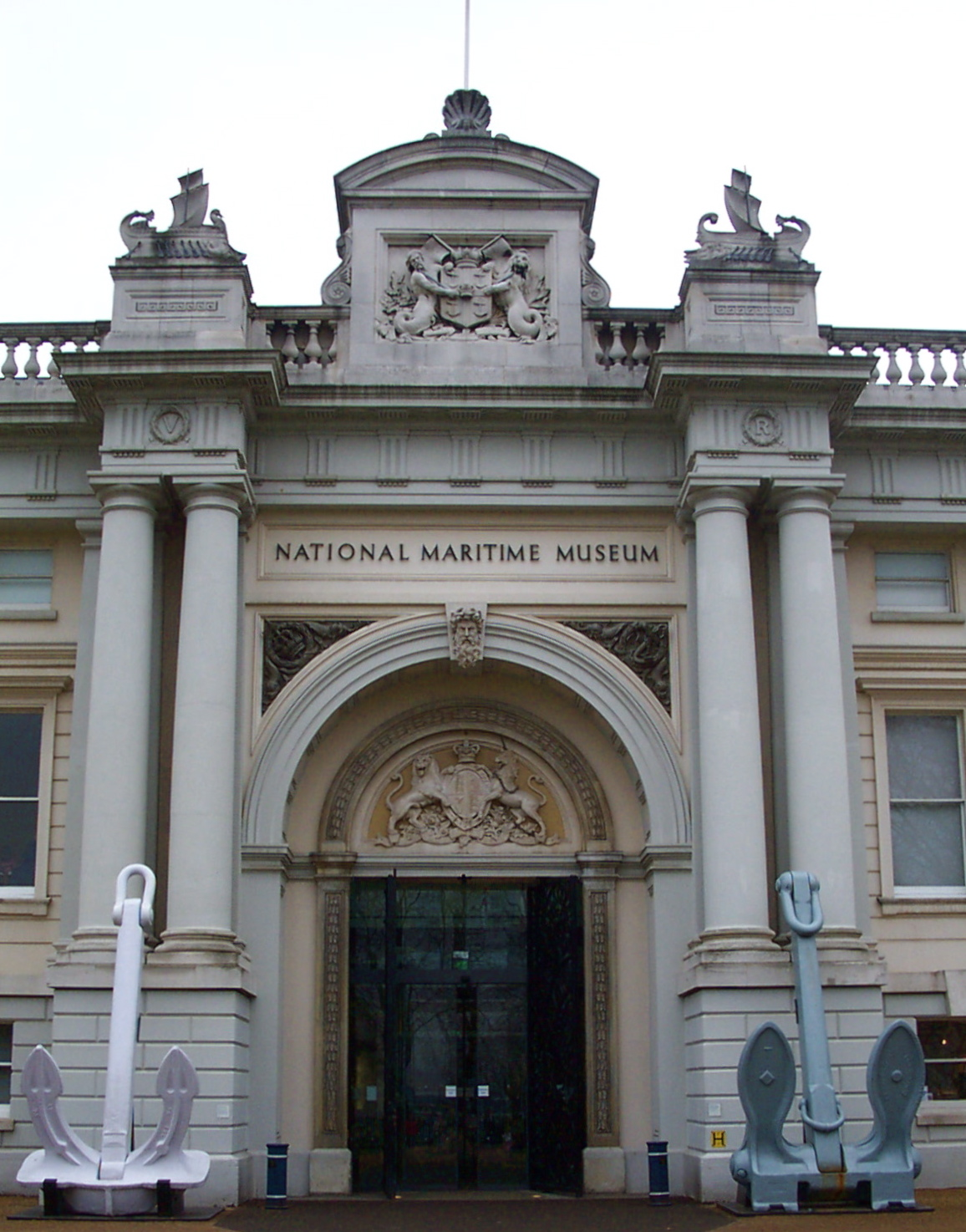
Ingresso del museo.

I giardini immediatamente a nord del museo sono stati reintegrati nel tardo 1870 successivamente la costruzione del tunnel cut and cover tra le stazioni di Hill Maze e di Greenwich. La galleria comprende parte della sezione finale della ferrovia di Londra e Greenwich inaugurata nel 1878.
La Flamsteed House (1675-1676), la parte originale dell'osservatorio di Greenwich, è stata progettata da Christopher Wren e fu il primo impianto costruito appositamente per la ricerca scientifica in Gran Bretagna.
Nel 1953, il vecchio osservatorio diventa parte del museo. La Flamsteed House, fu aperta per la prima volta ai visitatori dalla regina Elisabetta II nel 1960.
La Queen's House, un edificio di inizio periodo classico progettato da Inigo Jones, è la chiave di volta dello storico paesaggio marittimo di Greenwich.
Tutti gli edifici del museo sono stati successivamente ampliati. Una completa riqualificazione delle principali gallerie, incentrata su quella che oggi è la Corte di Nettuno, e finanziata dalla Heritage Lottery Fund, è stata completata nel 1999.
La Queen's House è stata ristrutturata nel 2001 per diventare il cuore della mostra d'arte del museo.
Nel maggio del 2007 un importante progetto, "Tempo e Spazio", aprì tutto il sito dell'osservatorio a beneficio dei visitatori. I 16 milioni di sterline ricevuti trasformarono il museo con tre nuove moderne gallerie d'astronomia, quattro nuove gallerie aventi come tema centrale il tempo, strutture per la conservazione e la ricerca delle collezioni, un centro di formazione e un planetario da 120 posti (dal nome del donatore, Peter Harrison) il Peter Harrison Planetarium progettato per introdurre il mondo al di là del cielo notturno.
Nel 2008, il museo annunciò che il magnate israeliano Sammy Ofer, donò 20 milioni di sterline al museo per una nuova galleria.

## Direttori del National Maritime Museum
- 1937-1946 - Geoffrey Callender

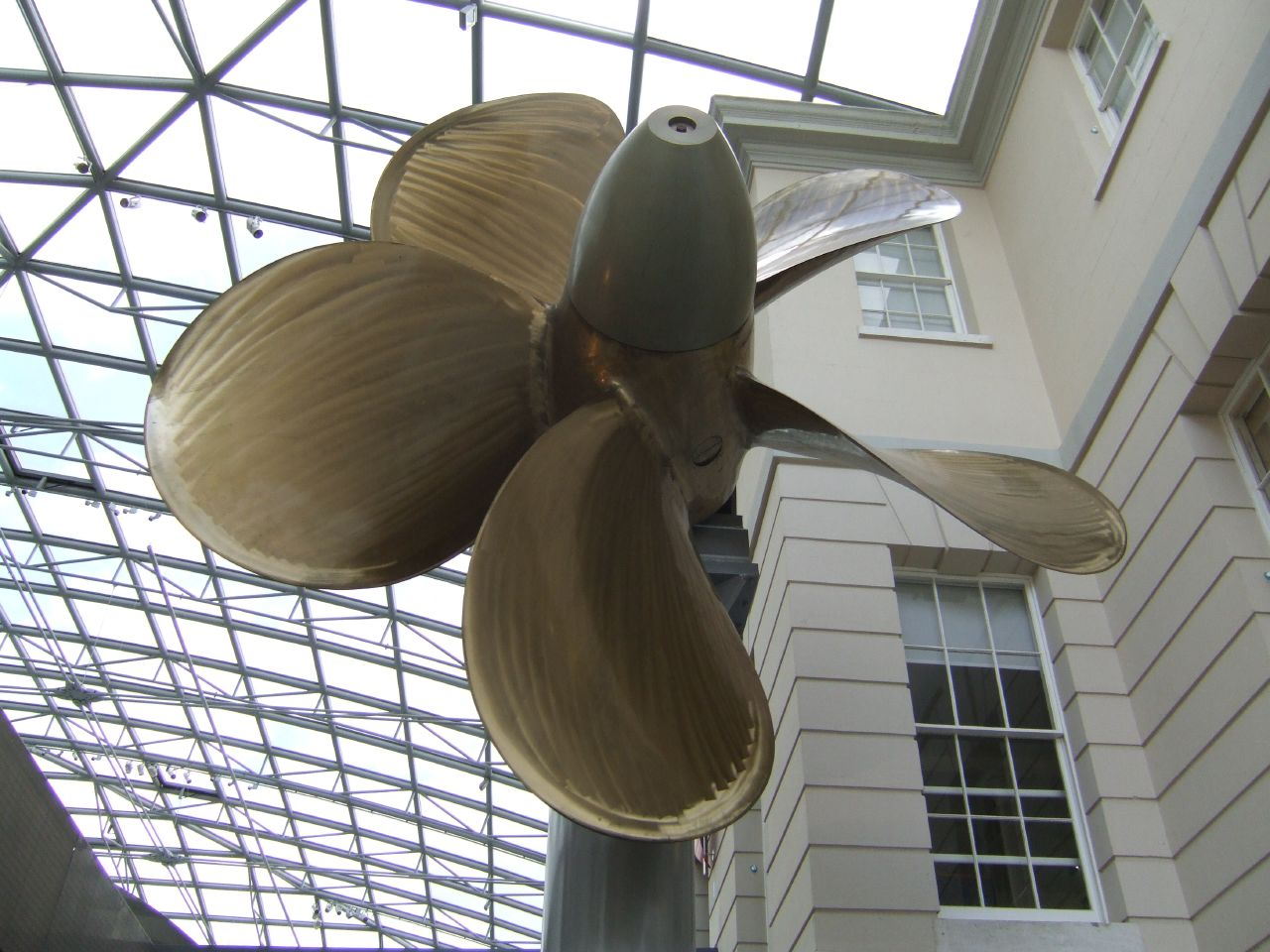
Un'elica al Museo Marittimo Nazionale.

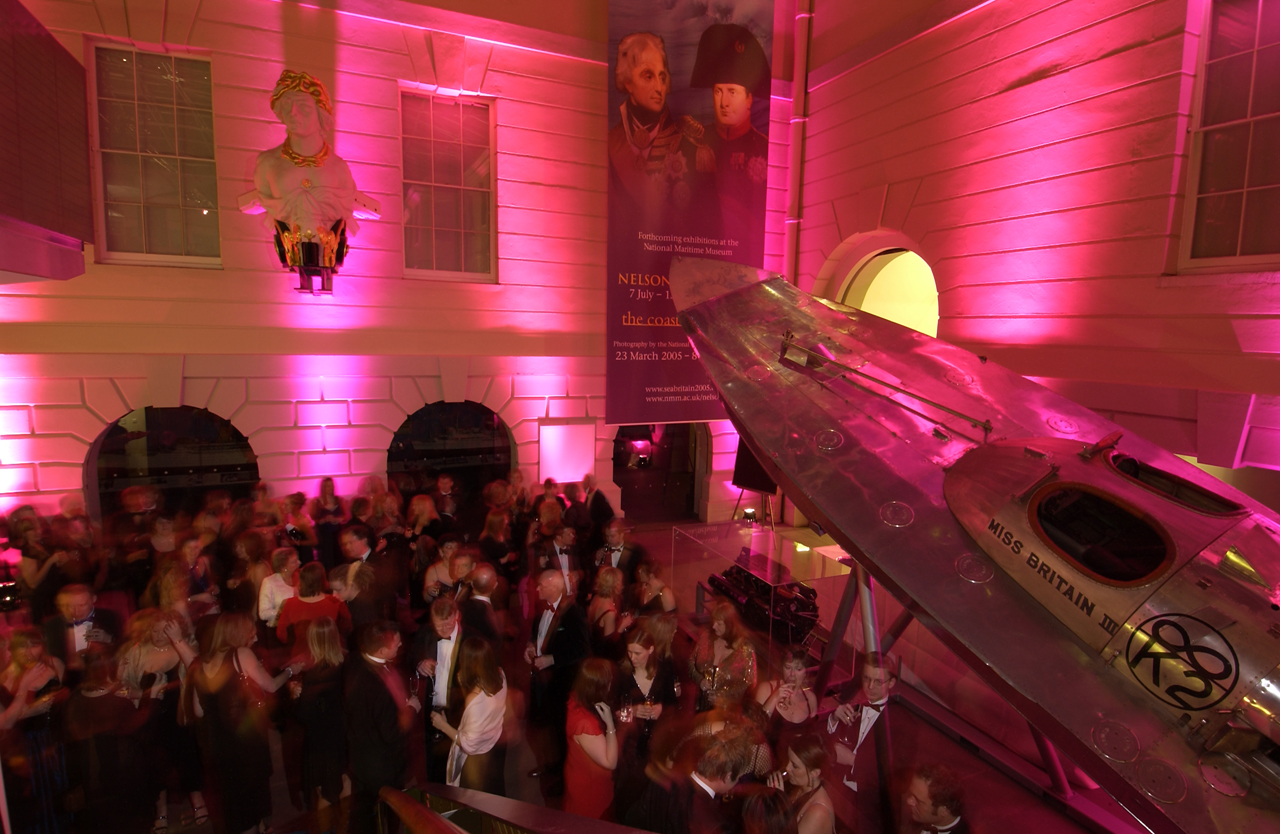
Interno del museo.

- 1947-1966 - Frank George Griffith Carr[5]
- 1967-1983 - Basil Jack Greenhill
- 1983-1986 - Neil Cossons
- 1986-2000 - Richard Louis Ormond[6]
- 2000-2007 - Roy Clare[7]
- 2007-oggi - Kevin Fewster[8]

## La Caird Medal
La Caird Medal è stata istituita nel 1984 per celebrare il cinquantesimo anniversario del National Maritime Museum Act del 1934 che ha istituito il museo. La medaglia viene assegnato ogni anno a "Un individuo che, a parere degli amministratori del National Maritime Museum, ha svolto un lavoro vistosamente importante nel campo degli interessi del museo e che sia coinvolgente nella comunicazione con il pubblico". La medaglia prende il nome da James Caird, il principale donatore alla fondazione del National Maritime Museum.
Il premio della medaglia è associata alla Caird Lecture, una conferenza pubblica presentata dal beneficiario.

### I vincitori della Caird Medal
- 1984 Eric McKee
- 1985 Michael S. Robinson[9]
- 1987 Jules van Beylen
- 1989 C. R. Boxer
- 1990 Helen Wallis
- 1991 John F. Coates e John Sinclair Morrison
- 1992 Richard Ollard[10]
- 1993 Gerard L. E. Turner
- 1994 Glyndwr Williams
- 1995 Margaret Rule
- 1996 John de Courcy Ireland
- 1997 Felipe Fernández-Armesto
- 1998 Elly Dekker
- 1999 Elisabeth Mann Borgese[11]
- 2000 John Hattendorf[12]
- 2002 Robert Ballard
- 2004 David Attenborough[13]
- 2005 Paul Kennedy[14]
- 2006 David Armitage[15]
- 2007 Martin Rees
- 2010 Willem F. J. Mörzer Bruyns
- 2011 Daniel A. Baugh
- 2014 R.J.B. Knight[16]